# Гаррі Куршат
Гаррі Куршат (нім. Harry Kurschat; 28 лютого 1933 — 21 січня 2022) — німецький боксер легкої ваги, що виступав за збірну команду ФРН. Срібний призер Олімпійських ігор (1956), чемпіон Європи з боксу (1955), триразовий чемпіон ФРН (1953—1954, 1956).

## Життєпис
Тричі, у 1953—1954 та 1956 роках, перемагав у першості ФРН з боксу в легкій вазі.
На чемпіонаті Європи з боксу 1955 року в Західному Берліні дістався фіналу, де переміг Дервіша Мустафу (Єгипет) і виборов золоту медаль.
На літніх Олімпійських іграх 1956 року в Мельбурні (Австралія) у змаганнях боксерів легкої ваги почергово переміг Селедоніо Еспінозу (Філіппіни), Зигмунта Мілевські (Польща) і Тоні Бьорна (Ірландія). У фіналі поступився Річарду Мактаггерту (Велика Британія), здобувши срібну медаль.
У 1958 році перейшов у професійний бокс, де провів 34 поєдинки, у 29 з яких здобув перемогу. У 1964 році закінчив боксерську кар'єру.
Працював у магістратурі муніціпалітету Нойкельн у Берліні.